# رجی بلینکر
رجی بلینکر (انگلیسی: Regi Blinker؛ زادهٔ ۴ ژوئن ۱۹۶۹) بازیکن فوتبال اهل پادشاهی هلند است.
از باشگاه‌هایی که در آن بازی کرده است می‌توان به باشگاه فوتبال شفیلد ونزدی، باشگاه فوتبال فاینورد، باشگاه فوتبال دن بوس، باشگاه فوتبال سلتیک، و باشگاه فوتبال اسپارتا روتردام اشاره کرد.
وی همچنین در تیم ملی فوتبال هلند بازی کرده است.